# Mammillaria blossfeldiana
Mammillaria blossfeldiana (укр. мамілярія Блоссфельда) — сукулентна рослина з роду мамілярія родини кактусових.

## Назва
Вид названо на честь відомого збирача кактусів Гаррі Блоссфельда (1913—1986).

## Опис
Рослина зазвичай одиночна, іноді формує невеликі групи з 3-4 особин, у культурі може формувати групи з 50 та більше особин, завширшки до 15 см чи більше (за даними К. Марсдена «Книга кактусів» — 4-5 см завширшки).
| Орган              | Опис |
| Стебло             | від кулястого до коротко-циліндричного, до 5 см заввишки, в діаметрі 3-4 см, кругле у молодих рослин, пізніше стає циліндричним. |
| Епідерміс          | темний, до сіро-зеленого відтінку, стає червонуватим в аксилах і пурпуровим на верхівках сосків на сонці. |
| Маміли             | короткі, конічні, без молочного соку, 5-7 мм завдовжки, 5-6 мм завширшки біля основи. |
| Ареоли             | злегка овальні, 2 мм в діаметрі, спочатку з білою шерстю, пізніше голі. |
| Аксили             | з мізерним білим опушенням, без щетинок. |
| Центральні колючки | 4, 10-12 мм завдовжки, верхні три прямі, жорсткі і подібні радіальним, нижня одна вертикальна — довша, до 10 мм міцна і з гачком, від темно-коричневих до чорних, з темнішим забарвленням на кінцях (за даними К. Марсдена „Книга кактусів“ — всі центральні колючки пурпурні внизу, сірі посередині, з чорними кінцями). |
| Радіальні колючки  | 15-20, прямі, гладкі, жорсткі, завдовжки 5-7 мм, жовті з темними кінцями, надаючи рослинам жовтуватий відтінок, або іноді тьмяно-білий (за даними К. Марсдена „Книга кактусів“ — злегка сірі, з коричневою до чорного кольору верхівкою).                                                                                 |
| Квіти              | воронкоподібні, білі з рожевими до карміново-червоних центральними прожилками, до 20 мм завдовжки, 20-40 мм в діаметрі. Пелюстки по краях білі, центр кожної пелюстки змінюється по ширині з вузького з білішим відтінком до майже повністю карміново-рожевого кольору, тільки з білими краями.                           |
| Зовнішні пелюстки  | зеленувато-білі, бронзовато біля основи, з коричневою центральною лінією. |
| Внутрішні пелюстки | зеленувато-білі, бронзовато біля основи, з коричневою центральною лінією. |
| Тичинки            | і маточка слабо рожеві, пильовики яскраво жовті, 5-9 часткова приймочка спочатку оливково-зелена, пізніше яскраво-жовта. |
| Плоди              | булавоподібні, оранжево-червоні, 20 мм завдовжки, 5 мм в діаметрі. |
| Насіння            | чорне, блискучі, з рубчиками. |

## Поширення
Mammillaria blossfeldiana є ендемічною рослиною Мексики. Ареал розташований у штаті Баха-Каліфорнія поблизу Пунта Пріета ісп. Punta Prieta і біля узбережжя поблизу Санта Розалілліта ісп. Santa Rosalillita. Місце зростання розташоване на 50 метрів нижче рівня моря, у майже плоскій, спекотній і сухій пустельній місцевості, в розкладанні граніту і ґрунту, що складається з гравію, часто рослини ледь видно над поверхнею. Далі поширена на північ не далеко від Пунта Баха (ісп. Punta Baja), Бока Маррон (ісп. Boca Marron), Пунта Марія (ісп. Punta Maria) і далі на південь близько від Мецквіталя (ісп. Mezquital) на висоті від 100 до 150 метрів над рівнем моря, вгору по крутих схилах — це місце локалізації різновиду Mammillaria blossfeldiana var. shurliana, форми, що зростає більш високо, розглянутої як синонім.

## Охоронні заходи
Mammillaria blossfeldiana входить до Червоного Списку Міжнародного Союзу Охорони Природи видів, близьких до загрозливого стану (NT). Вид має відносно широкий ареал, площею понад 8 000 км², але хоч він і не розподіляється безперервно, але все ще не сильно фрагментований. В даний час загрози для виду локалізовані, але він росте в прибережних районах, де вплив людини, як правило, буває серйозними і може вплинути на субпопуляції в найближчому майбутньому.
Mammillaria blossfeldiana мешкає на природоохоронних території Вальє-де-лос-Кіріос. У Мексиці рослина занесена до національного переліку видів, що перебувають під загрозою зникнення, де він включений до категорії „підлягають особливій охороні“.
Охороняється Конвенцією про міжнародну торгівлю видами дикої фауни і флори, що перебувають під загрозою зникнення (CITES).

## Використання
Вид використовується як декоративний, для чого його незаконно збирають з дикої природи.